# Colegiata de San Pablo de Clermont-l'Hérault
La colegiata [de] San Pablo de Clermont-l'Hérault (en francés: collégiale Saint-Paul) es una iglesia medieval católica francesa ubicada en la pequeña ciudad de Clermont l'Hérault, en el departamento de Hérault (región de Occitania).
La iglesia fue objeto de una clasificación en el título de los monumentos históricos por la lista de 1840.

## Descripción
Con un bello alzado interior y la presencia de naves laterales, poco comunes en el "gótico meridional", el exterior se caracteriza por la presencia de un gran rosetón en la fachada.
En la descripción del edificio de la Base Mérimée se recoge , en historique, lo siguiente:

Edificio construido en el emplazamiento de una construcción anterior cuyos materiales fueron utilizados para el nuevo edificio. La puerta sur conserva un bajorrelieve que representa a un Cristo que pudo haber pertenecido a esa primera iglesia. Desde su inauguración en 1313, la iglesia presentaba tres naves y tres ábsides, pero sin transeptos y sin capillas laterales. La fachada oeste fue arreglada para recibir un rosetón que no se realizó hasta el siglo XV. Las capillas se abrieron sucesivamente en diferentes momentos a lo largo de las naves laterales, a derecha y a izquierda del coro. La bóveda de la gran nave está soportada por pilares con capiteles esculpidos (follaje, cordones, figuras ...). Al este, la cabecera está coronado por matacanes semicirculares y almenas coronadas por pináculos que se reproducen a lo largo de la nave principal. En el siglo XVI, durante las guerras de la religión, los calvinistas se apoderaron de la iglesia y la transformaron en una ciudadela. Una planta se construyó sobre las bóvedas de las tres naves, gruesas murallas reemplazaron la carpintería. Al oeste, a cada lado del rosetón, se encuentran dos torres, una de ellas  lleva el reloj, unida por matacanes. Al norte, hay una gran torre octogonal debajo de la cual se abre un porche que protege una puerta ojival con arquivoltas profundas.
Edifice bâti à l'emplacement d'une construction antérieure dont les matériaux ont été utilisés pour le nouvel édifice. La porte sud conserve un bas-relief représentant un Christ qui pourrait avoir appartenu à cette première église. Lors de son inauguration en 1313, l'église présentait trois nefs et trois absides mais sans transepts et sans chapelles latérales. La façade ouest était disposée pour recevoir une rose qui ne fut réalisée qu'au 15e siècle. Des chapelles furent ouverte successivement à différentes époques le long des bas-côtés, à droite et à gauche du choeur. La voûte de la grande nef est portée par des piliers aux chapiteaux sculptés (feuillages, cordons, figures...). A l'est, le chevet est couronné de mâchicoulis en plein cintre et de créneaux surmontés de pinacles qui se reproduisent le long de la nef principale. Au 16e siècle, lors des guerres de Religion, les Calvinistes s'emparèrent de l'église et la transformèrent en citadelle. Un étage fut construit sur les voûtes des trois nefs, de grosses murailles remplacèrent la charpente. A l'ouest, de chaque côté de la rose, se trouvent deux tours, dont l'une porte l'horloge, jointes par des mâchicoulis. Au nord, se trouve une grosse tour octogone au-dessous de laquelle s'ouvre un porche protégeant une porte ogivale à voussures profondes.
Base Mérimée

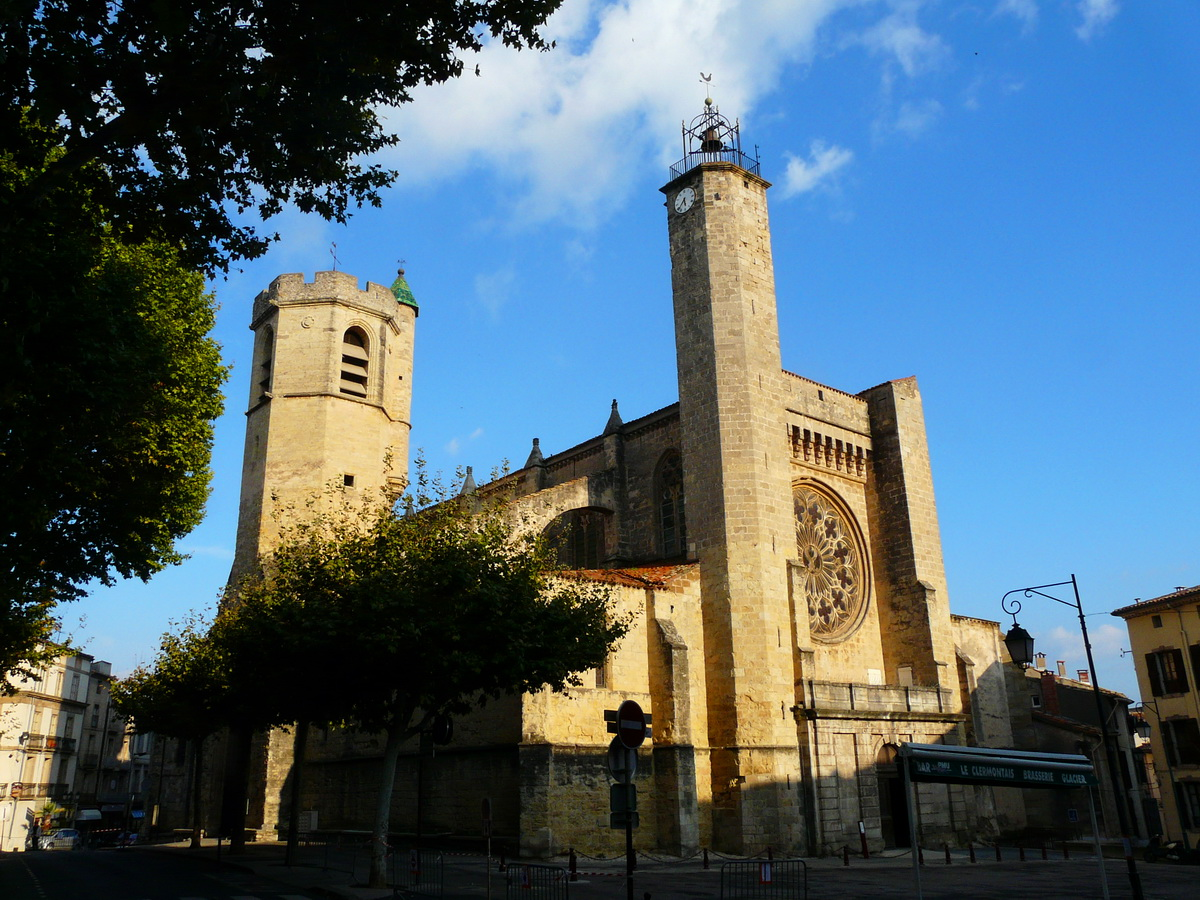
Vista general
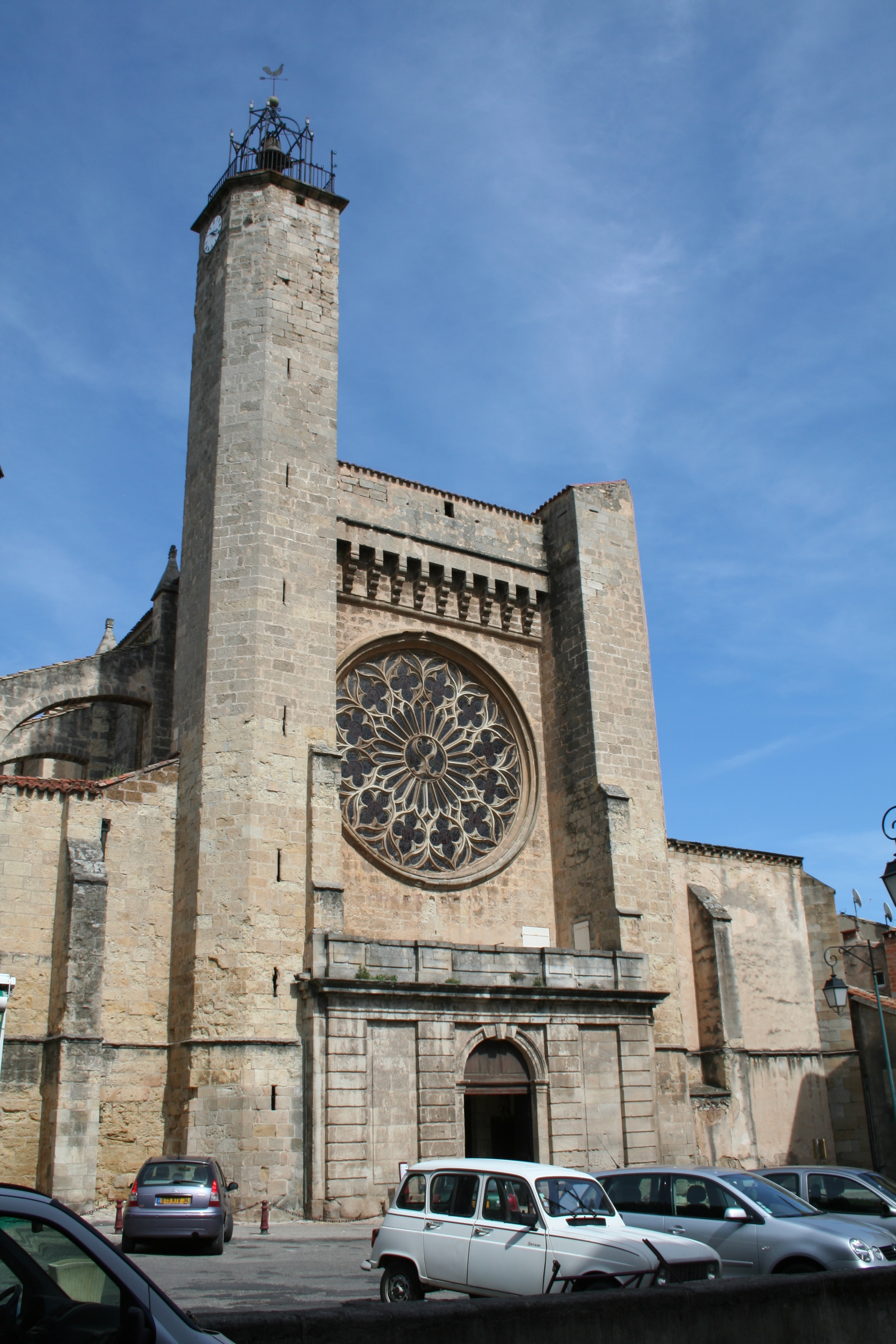
Fachada occidental
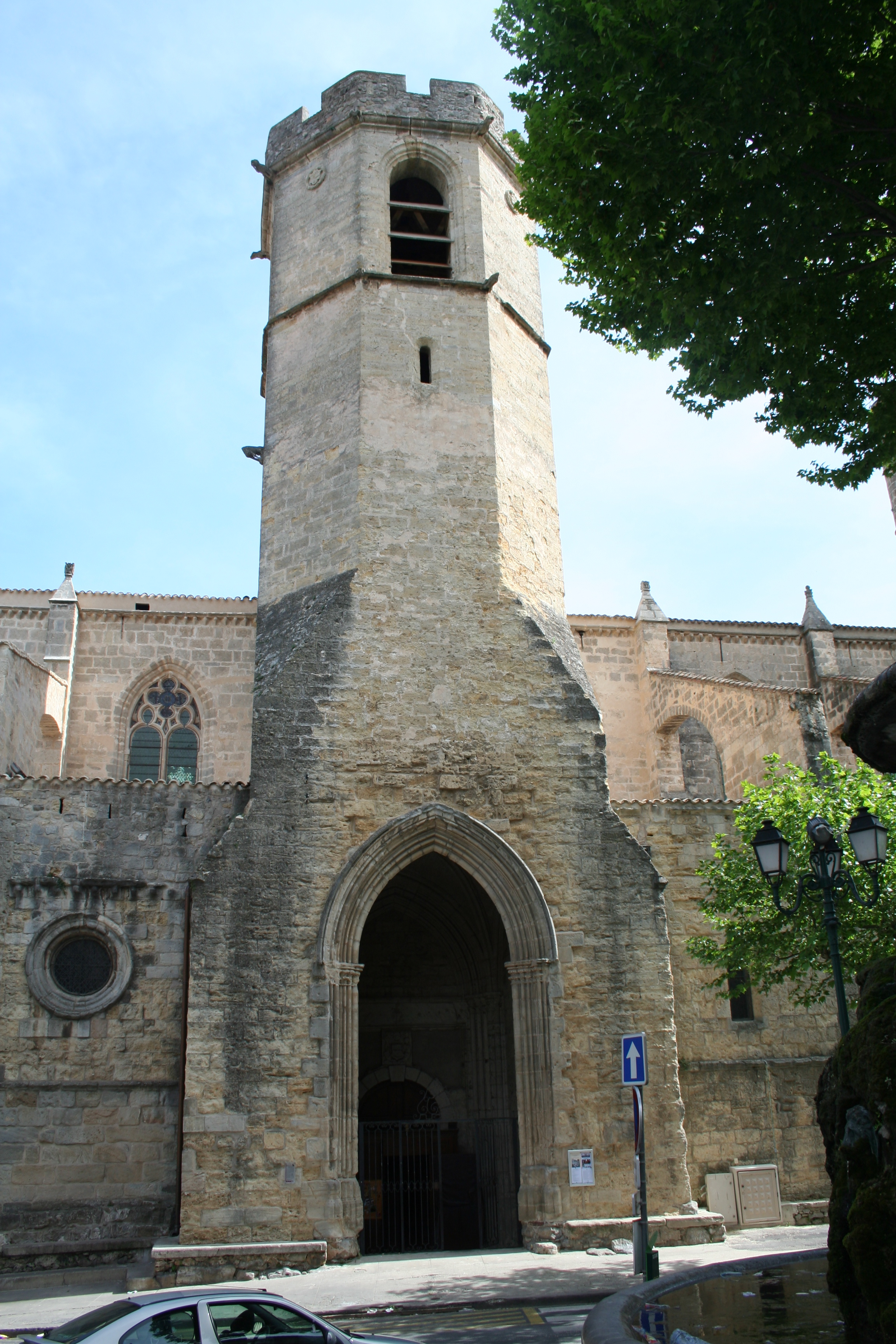
Portal norte
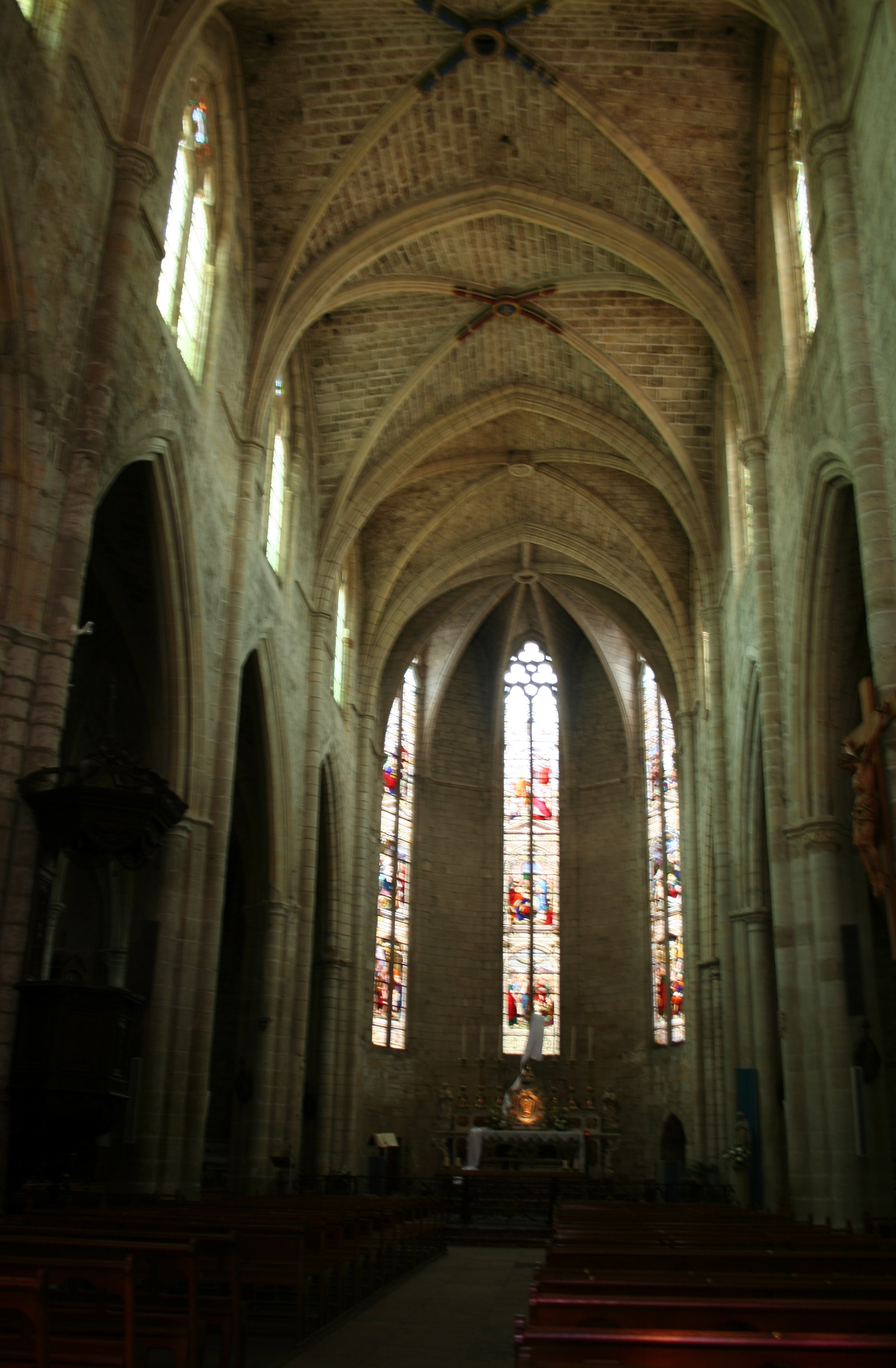
Nave
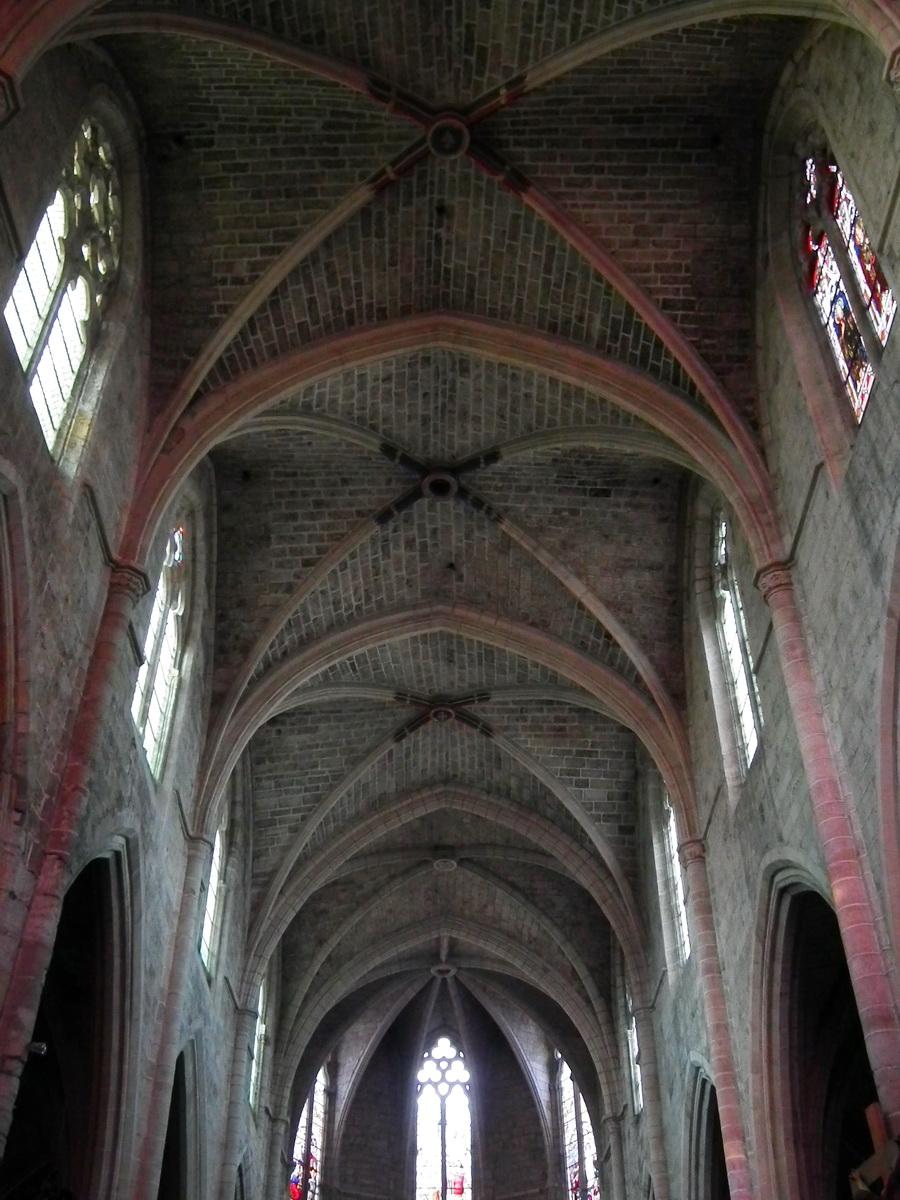
Bóveda de la nave
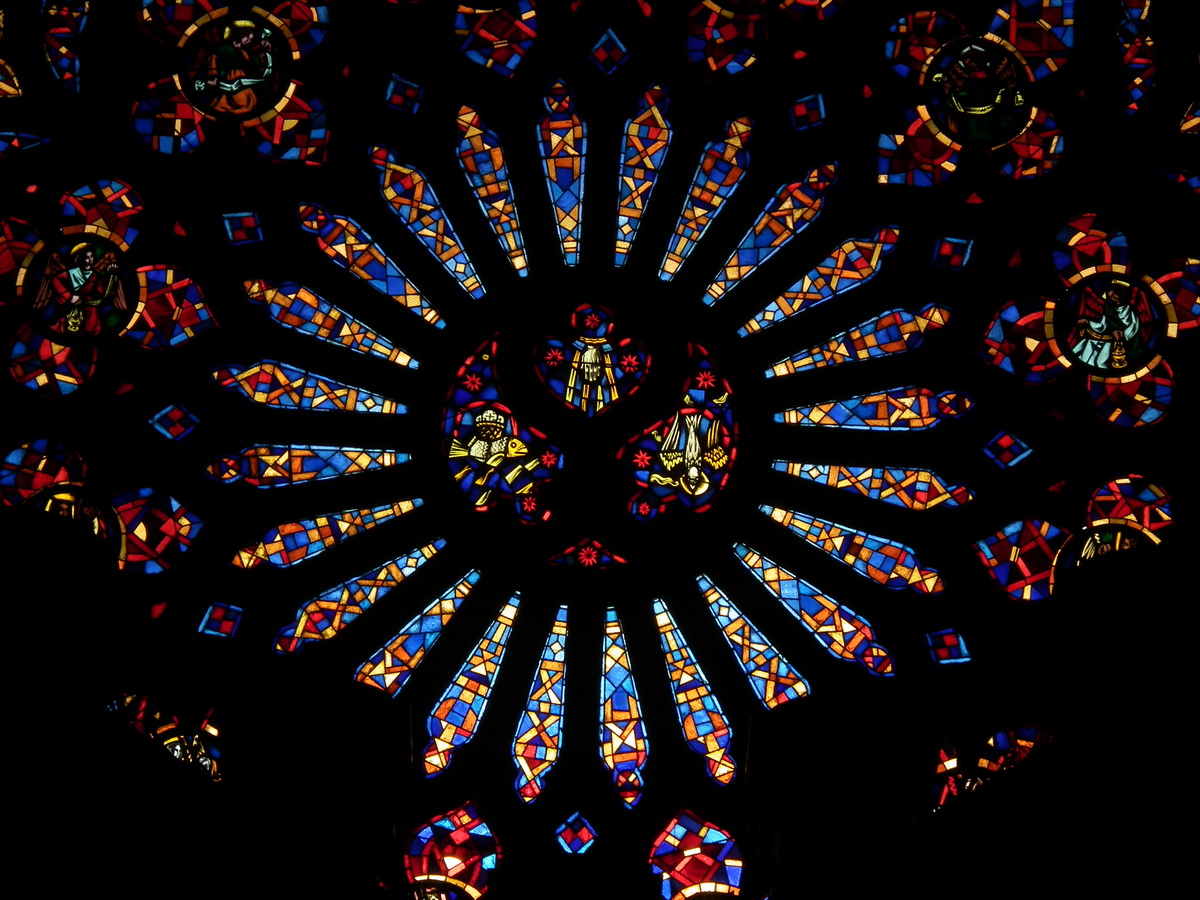
Rosetín interior

## Las campanas
La colegiata está dotada de 5 campanas de las cuales 4 son de voleo.
- el bourdon, que pesa cerca de  2 toneladas fue fundida en 1861 por Burdin Ainé, da la nota Do3;
- la segunda campana, fundida en 1869 por Jacob Holtzer, da la nota Mi3;
- la tercera campana, fundida en 1869 por Jacob Holtzer, da la nota Sol3;
- la cuarta campana, fundida en 2005 por Joseph Granier, da la nota Do4;
- la quinta campana, que se encuentra en una torre en la fachada exterior, data del siglo XV y suena por tañidos para el reloj

El beffroi, en el interior del campanario, fue completamente restaurado en 2007.

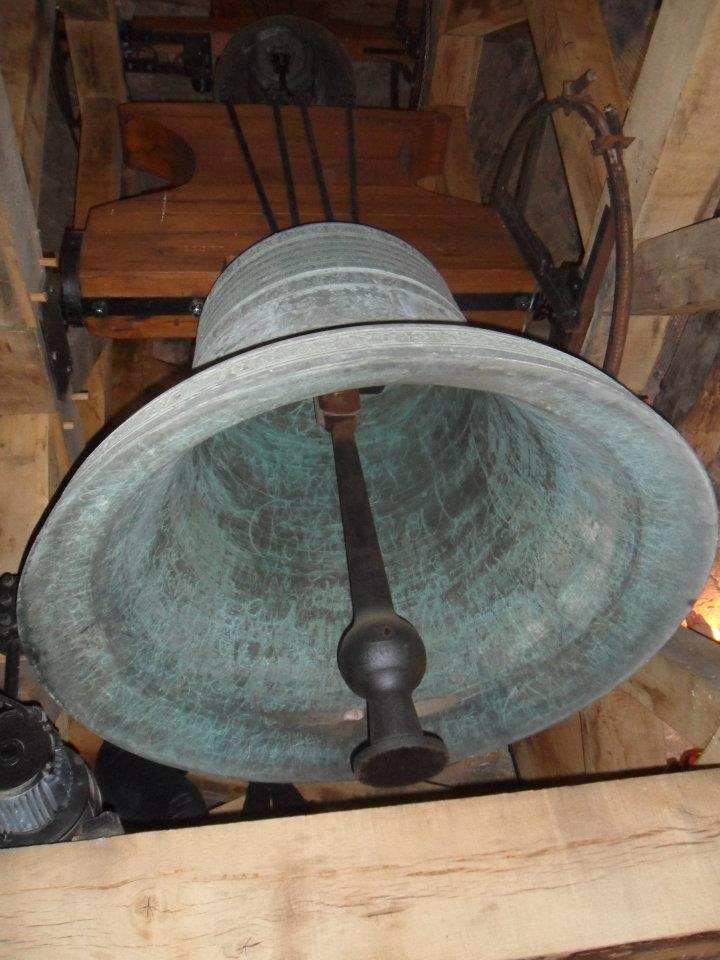
El bourdon (Do3)
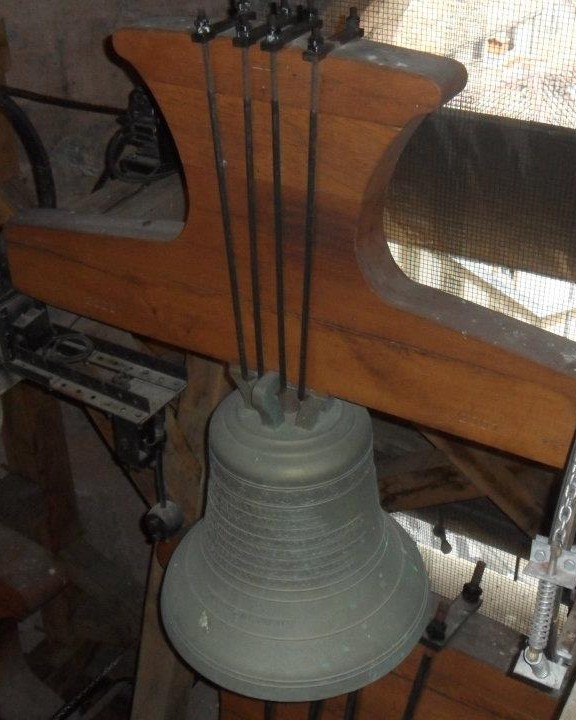
Campana n.º 1  (Do4)
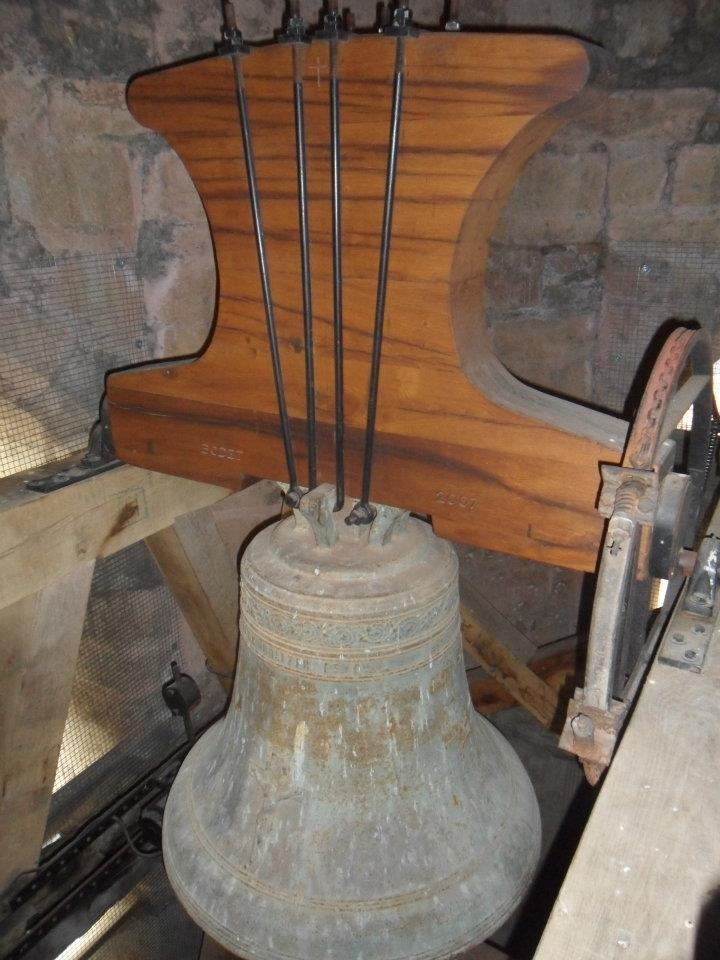
Campana n.º 2  (Sol3)
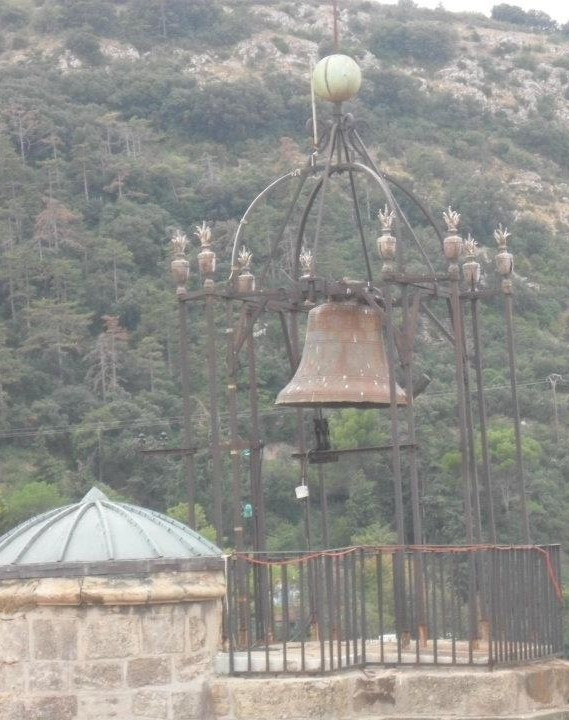
Campana n.º 5  (timbre del reloj)